# Akaniaceae
Famille
Classification APG III (2009)
La famille des Akaniaceae regroupe des plantes dicotylédones.
L'espèce Akania bidwillii est un petit arbre aux feuilles parcheminées et au bois à odeur de navet, originaire de l'est de l'Australie.

## Étymologie
Le nom vient du genre type Akania, dont l’origine est obscure. Il pourrait être l’association entre le préfixe privatif grec α- / a-, sans, et le mot grec  κανιά / kania, bractée, en référence à l’absence de stipule (bractée) à la base des tiges florales ou foliaires .
Le genre a été décrit en 1862 par J. D. Hooker, lequel souligne cette absence de stipule à la base des feuilles (feuilles exstipulées).

## Classification
En classification classique elle ne comprend qu'une espèce,  Akania bidwillii (syn. Akania lucens).
Pour la classification phylogénétique APG II (2003) l'espèce Bretschneidera sinensis est optionnellement incluse dans cette famille. Elle en est parfois séparée et forme alors à elle seule la famille des Bretschneideraceae.

## Liste des genres et espèces
La classification phylogénétique APG III (2009) inclut dans cette famille les genres précédemment placés dans la famille Bretschneideraceae. Le genre Bretschneidera pour être précis.
Selon World Checklist of Selected Plant Families (WCSP) (15 juin 2010), Angiosperm Phylogeny Website (15 juin 2010) et NCBI (15 juin 2010) :
- Akania (en) Hook.f. (1862)
- Bretschneidera Hemsl. (1901)

Selon DELTA Angio (15 juin 2010) :
- Akania

## Liste des espèces
Selon World Checklist of Selected Plant Families (WCSP) (15 juin 2010) et NCBI (15 juin 2010) :
- genre Akania Hook.f. (1862)
  - Akania bidwillii (Hend. ex Hogg) Mabb., Plant-book (1989)
- genre Bretschneidera Hemsl. (1901)
  - Bretschneidera sinensis Hemsl. (1901)